# Jonas Olsson (labdarúgó, 1983)
Jonas Olsson (Landskrona, 1983. március 10. –) svéd válogatott labdarúgó, jelenleg a West Bromwich Albion játékosa. Posztját tekintve belső védő.

## Pályafutása

### Klubcsapatokban
Pályafutását a Landskrona BoIS-ban kezdte 2003-ban. 2005-ben a holland NEC Nijmegen-hez igazolt 750000 €-ért. A Nijmegenben három szezont töltött, 93 mérkőzésen szerepelt és 5 gólt szerzett. 2008-ban a Premier League-ben szereplő West Bromwich Albion szerződtette. 2008. szeptember 13-án mutatkozott be a West Brom színeiben egy West Ham United elleni mérkőzésen. Első gólját a Middlesbrough ellen szerezte, amivel idegenben 1–0-s győzelmet arattak.

### Válogatottban
A svéd U21-es válogatottban 2003 és 2005 között 19 alkalommal játszott és 1 gólt szerzett. A felnőtt válogatottban 2010-ben debütált.
Az Európa-bajnoki keretszűkítést követően a szövetségi kapitány Erik Hamrén nevezte őt a 2012-es Eb-re készülő 23 fős keretébe.